# Бердичевский, Игорь Александрович
Игорь Александрович Бердичевский (род. 15 июля 1964, Москва, Советский Союз) — советский и российский шахматист, гроссмейстер (1996), тренер ФИДЕ (2013). Шахматный литератор, библиофил, коллекционер шахматной публицистики и атрибутики.

## Биография
Тренировался игре в шахматы под руководством тренеров А. В. Артамонова и Г. В. Зака. Окончил строительный факультет МИИТ, работал в Московском Метростое горным инженером, в тоннельном отряде. В 1989 году, после победы на турнире центрального совета «Динамо» в Москве, стал мастером спорта СССР. Победитель и призёр соревнований в Москве (1988, 1991, 1994), Анапе (1988), Сегеде (1990), Белой Церкви (1992), Брянске (1994), Можайске (2006), участник чемпионата России 1999 года.
В 2003 году вместе с С. Ю. Шиповым, Е. Ю. Наером, А. В. Рязанцевым, В. А. Поткиным, М. Р. Кобалия, В. С. Беловым, В. В. Добровым и Н. В. Власовым играл за сборную России в блиц-матче против сборной Украины на интернет-портале bereg.ru; российская команда выиграла со счётом 67,5:60,5. Также принимал активное участие в популяризации шахмат в Интернете: его команда выступала на сайтах «Гамблер» и «Шахматная Планета», трижды становилась обладателем Кубка России.
После распада Союза занялся бизнесом. В его библиотеке почти все книги по шахматам, изданные в России и СССР, всего более 4000 томов. Дополнительно более 3000 иностранных книг, а также уникальная коллекция фарфоровых шахмат и шахматных часов. У него с супругой Анной двое детей.

## Спортивные результаты
| Год  | Город  | Турнир                | + | − | = | Результат | Место |
| ---- | ------ | --------------------- | - | - | - | --------- | ----- |
| 1999 | Москва | 52-й чемпионат России |   |   |   |           |       |

## Изменения рейтинга
| Графики недоступны из-за технических проблем. См. информацию на Фабрикаторе и на mediawiki.org. |

## Публикации
- Бердичевский И. А. Матчи на первенство мира. Антология. В 3-х томах. — М.: Russian chess house, 2002.
- Бердичевский И. А. Современная практика 1… Кс6. Ульяновский дом печати, 2004. ISBN 5-94693-021-4.
- Бердичевский И. А. Играйте 1… Конь С6! М.: Шахматный университет, 2010. — 248 стр. ISBN 978-5-9469-3119-9.[3]
- Бердичевский И. А. Шахматная еврейская энциклопедия. М.: Russian chess house, 2016. — 320 стр. ISBN 978-5-94693-503-6.